# QSO B1146+111
QSO B1146+111とは、この座標付近に全部で12個あるクエーサーの総称である。

## 概要
クエーサーは遠方にある天体のため、しばしば重力レンズ効果によって像が分裂して見えることがあり、このケースは無数にある。一方でより珍しいが、ほぼ同じ視野に別々のクエーサーが入る事もある。QSO B1146+111の場合、同じ視野に12個もの別々のクエーサーが収まっている。12個のクエーサーの名前は、QSO B1146+1106C、QSO B1146+110B、QSO B1146+110D、QSO B1146+111B、QSO B1146+111H、QSO B1146+111J、QSO B1146+111K、QSO B1146+112、[AH80] 1146+111 H、[AH80] 1146+111 P、[VV96] J114928.8+105319である。これらのクエーサーは座標による名前が混在しており非常に紛らわしい。例えばQSO B1146+111BはQSO B1146+110Bと名が似ているが、QSO B1146+111Aという別名も持つ。。
QSO B1146+111を構成するクエーサーの中で、地球から最も近いのはQSO B1146+112の97億光年(z=0.863)、最も遠いのはQSO B1146+111Kと[VV96] J114928.8+105319の182億光年(z=2.22)である。また、QSO B1146+112は視等級が最も明るい16.572等級であるが、絶対等級が最も明るいのはQSO B1146+110Dの-24.79等級である。